# Зубач Ірина Антонівна

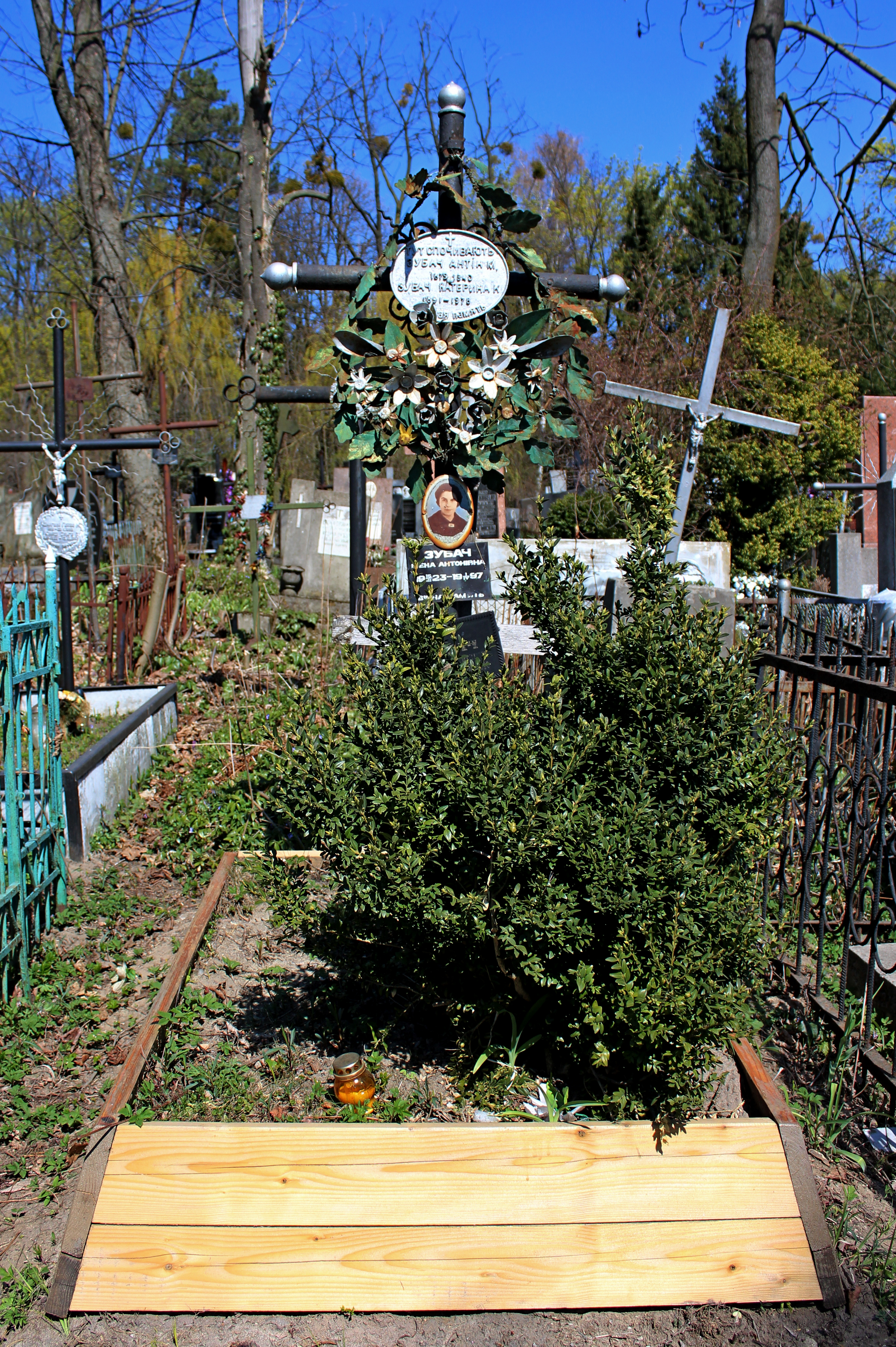

Ірина Антонівна Зубач (нар. 15 березня 1923, Львів — пом. 1 квітня 1997, Львів ) — діячка ОУН, засуджена на «процесі 59-ти».

## Життєпис
Народилася у Львові, навчалася в Першій українській академічній гімназії, була членкинею Юнацтва ОУН. Заарештована 17 січня 1941 року співробітниками НКВД, учасниця так званого «процесу 59-ти». Спочатку 17-річна дівчина засуджена до розстрілу, потім, як неповнолітня, замість цього отримала 10 років таборів. Ув'язнення відбувала в Карлагу (Казахська РСР). 1955 року повернулася до Львова, але, не віднайшовши рідні та не отримавши дозволу на проживання, переїхала в с. Вдовине (Новосибірська область). Закінчила медичне училище в Новосибірську, працювала там медсестрою в хірургічному відділі. Одружилася з А. Касаткіним.
1978 року повернулася до Львова, працювала медсестрою хірургічного відділу 2-ї міської лікарні. Від 1991 року була членкинею товариства політв'язнів. Померла 1 квітня 1997 року, похована на Янівському цвинтарі.